# ويد مكمان
ويد مكمان (بالإنجليزية: Wade McMahon)‏ هو منافس ألعاب قوى أسترالي، ولد في 17 مايو 1985.

## روابط خارجية
- ويد مكمان على موقع النتائج التاريخية لألعاب القوى الأسترالية (الإنجليزية)